# Єгипет на літніх Олімпійських іграх 2012
Єгипет на літніх Олімпійських іграх  2012 був представлений 113  спортсменами в 19 видах спорту.

## Медалісти
| Медаль | Спортсмени              | Вид спорту | Дисципліна                        | Дата     |
| ------ | ----------------------- | ---------- | --------------------------------- | -------- |
| Срібло | Алааельдін Абуелькассем | Фехтування | рапіра, чоловіки                  | 31 липня |
| Срібло | Карам Габер             | Боротьба   | греко-римська, чоловіки, до 84 кг | 6 серпня |

## Академічне веслування
Чоловіки
| Спортсмени                 | Дисципліна               | Відбіркові заїзди | Відбіркові заїзди | Втішний заїзд | Втішний заїзд | Чвертьфінали | Чвертьфінали | Півфінали | Півфінали | Фінал   | Фінал |
| Спортсмени                 | Дисципліна               | Час               | Місце             | Час           | Місце         | Час          | Місце        | Час       | Місце     | Час     | Місце |
| -------------------------- | ------------------------ | ----------------- | ----------------- | ------------- | ------------- | ------------ | ------------ | --------- | --------- | ------- | ----- |
| Нур Ель-Дін Хассанейн      | Одиночки                 | 7:06.17           | 3                 | Н/Д           | Н/Д           | 7:23.12      | 6            | 7:44.53   | 4         | 7:27.19 | 15    |
| Омар Еміра Мухаммед Нофель | Парні двійки, легка вага | 6:59.57           | 5                 | 6:57.06       | 6             | Н/Д          | Н/Д          | 7:19.29   | 4         | 7:12.79 | 20    |

Жінки
| Спортсмени              | Дисципліна               | Відбіркові заїзди | Відбіркові заїзди | Втішний заїзд | Втішний заїзд | Чвертьфінали | Чвертьфінали | Півфінали | Півфінали | Фінал   | Фінал |
| Спортсмени              | Дисципліна               | Час               | Місце             | Час           | Місце         | Час          | Місце        | Час       | Місце     | Час     | Місце |
| ----------------------- | ------------------------ | ----------------- | ----------------- | ------------- | ------------- | ------------ | ------------ | --------- | --------- | ------- | ----- |
| Сара Барака Фатма Рашид | Парні двійки, легка вага | 7:45.23           | 6                 | 7:54.01       | 6             | Н/Д          | Н/Д          | Н/Д       | Н/Д       | 8:14.17 | 17    |